# Monodia elegans
Monodia elegans är en svampart som beskrevs av Breton & Faurel 1970. Monodia elegans ingår i släktet Monodia, divisionen sporsäcksvampar och riket svampar.   Inga underarter finns listade i Catalogue of Life.